# Разведочная геофизика
Разведочная (прикладная) геофизика —  направление геофизики, основанное на изучении внутреннего строения Земли, в основном для поиска и уточнения строения залежей полезных ископаемых, а также выявления предпосылок для их образования. Разведочная геофизика проводится на суше, акваториях, в скважинах и горных выработках, с воздуха и из космоса. Разведочная геофизика является важной составляющей геологоразведочного процесса благодаря высокой эффективности, надёжности, дешевизне и скорости проведения. Разведочная геофизика состоит из разделов, которые выделяются по общности измеряемых физических величин. К разделам разведочной геофизики относятся:  
- сейсморазведка
- электроразведка
- магниторазведка
- гравиразведка
- геофизические исследования скважин
- радиометрия и ядерная геофизика
- термометрия

### Сейсморазведка
Сейсморазведка — раздел разведочной геофизики, включающий методы изучения строения Земли, основанные на возбуждении и регистрации упругих волн. Породы земной коры различаются по упругим свойствам — модулю Юнга, коэффициенту Пуассона, скорости продольных и поперечных волн и плотности. На границах слоев с различными упругими свойствами возникают вторичные волны, содержащие информацию о геологическом строении.
Для регистрации колебаний упругих волн применяют специальные устройства — сейсмоприемники, преобразующие колебания частиц почвы в электрический сигнал. Полученная информация собирается на графиках, называемых сейсмограммами, обрабатывается и получает геологическое толкование. В результате строение земной коры изображается в виде разрезов и карт, на которых определяется место возможного скопления полезных ископаемых.

### Гравиразведка
Гравиразведкой или гравиметрией называется геофизический метод, изучающий изменение ускорения свободного падения в связи с изменением плотности геологических тел. Гравиразведка активно применяется при региональном исследовании земной коры и верхней мантии, выявлении глубинных тектонических нарушений, поиске полезных ископаемых — преимущественно рудных, выделении алмазоносных трубок взрыва. Гравиразведка позволяет изучать состав горных пород, и их положение в геологическом разрезе, например для магматических с ростом основности возрастает концентрация железистых соединений и плотность.
Для проведения гравиразведки применяются гравиметры, чувствительные приборы измеряющие ускорение свободного падения. Единицей измерения этой величины является Гал или более употребительный мГал. Крупные геологические тела характеризуются аномалиями в десятки и даже сотни мГал.

### Магниторазведка
Геомагнетизм исследует магнитное поле Земли (его источники и изменения на протяжении геологической истории Земли), а также магнитные свойства горных пород. Принято считать, что глобальное магнитное поле Земли обусловлено электрическими токами в жидком внешнем ядре, его напряженность изменяется с периодичностью от 100 до 10 000 лет, а полярность подвержена обращениям (инверсиям). Измерения интенсивности и направления намагниченности горных пород позволяют изучать происхождение и изменения во времени геомагнитного поля и служат ключевой информацией для развития теории тектоники плит и дрейфа материков.
С целью поисков месторождений полезных ископаемых магниторазведка применяется в виде наземной, морской или аэромагнитной съёмки. Магнитная съемка проводится, как правило, по сети параллельных линий, или профилей. После ввода необходимых поправок строится карта магнитного поля в виде графиков или изолиний. На карте могут находиться области спокойного поля и магнитные аномалии — локальные возмущения магнитного поля, вызванные неоднородностями магнитных свойств горных пород. Магниторазведка проводится с целью выявления аномалий как непосредственно связанных с полезным ископаемым, так и с контролирующими залежь тектоническими и стратиграфическими структурами.

### Электроразведка
Методы электроразведки позволяют изучать параметры геологического разреза, измеряя параметры постоянного электрического или переменного электромагнитного поля. Методы электроразведки разделяются:

#### 1) по характеру источника электромагнитного поля
- методы искусственного поля
- методы естественного поля

##### 2) по типу источника электромагнитного поля
- методы постоянного тока
- методы низкочастотного электромагнитного поля
- методы высокочастотного электромагнитного поля
- методы квазипостоянного тока, используемые для избегания поляризации электродов ( используемая частота - 4,88 Гц)[2]

Примером электроразведки может служить исследование методом вызванной поляризации.

## Геофизическое исследование скважин
Геофизические исследования скважин (ГИС) — исследования бурящихся, промысловых и других скважин геофизическими методами с целью изучения разреза скважины для последующей качественной и количественной геологической оценки, как самой скважины, так и месторождения в целом. Комплекс ГИС включает в себя множество методов, которые можно условно разделить на несколько больших и не очень разделов, в зависимости от типа изучаемых физических параметров пород. Работы проводят с помощью геофизического оборудования. Методов каротажа и ГИС довольно много.Это такие методы как:
- Электрический каротаж — объектом исследований являются электрические свойства горных пород.
- Ядерно-геофизические методы каротажа, основанные на изучении поведения ионизирующих излучений в скважине.
- Акустический каротаж.
- Газовый каротаж.
- Термокаротаж.
- Инклинометрия.
- Кавернометрия.
- Радиоактивные методы (гамма-каротаж и гамма-спектральный каротаж)

А также некоторые другие отдельные виды геофизических работ в скважинах.
Наиболее широкое применение геофизических исследований скважин приходится на нефтегазовую промышленность:
- Каротажи.
- Контроль за разработкой месторождения.
- Перфорация.

## Стадии
- Глубинное зондирование Земли — изучение строения Земли геофизическими методами на глубины до 100 км. Подобные исследования носят фундаментальный характер, источники физических полей или имеют естественное происхождение или отличаются значительной энергией   — ядерные взрывы, сверхмощные вибраторы, мегаваттные генераторы

## Направления
- Нефтегазовая геофизика
- Рудная геофизика
- Угольная геофизика
- Инженерная геофизика